# Суґізо
Юне Суґіхара (яп. 杉原有音), ім'я при народженні Ясухіро Суґіхара (яп. 杉原 康弘), більш відомий під псевдонімом Суґізо — японський музикант, автор пісень, композитор і продюсер. Він найбільш відомий як гітарист і скрипаль рок-гурту Luna Sea.
Суґізо розпочав сольну кар'єру в 1997 році й відтоді співпрацював з різними артистами. У 2007 році він став членом міжнародного транс-етнічного музичного гурту Juno Reactor і японського рок-супергурту S.K.I.N., а у 2009 році офіційно приєднався до рок-гурту X Japan. Він також є учасником психоделічного джем-гурту Shag. У 2022 році став учасником рок-супергурту The Last Rockstars. Відомий тим, що експериментує з багатьма музичними жанрами, переважно роком, психоделікою та електронікою. Також має активну соціальну і політичну позиції та займається антивоєнним, антиядерним і екологічним активізмом.